# Mark Waters
Mark Stephen Waters (Wyandotte, 30 de junho de 1964) é um diretor cinematográfico norte americano. É conhecido principalmente pela realização dos filmes Just Like Heaven, Freaky Friday (2003), e Meninas Malvadas (Mean Girls), onde sobressai a atriz Lindsay Lohan.

## Biografia
Mark Waters iniciou a sua carreira em 1997 com o filme A Casa do Sim (The House of Yes), uma comédia negra sobre o incesto e a obsessão, com a participação da actriz Parker Posey. Apesar do fraco sucesso comercial, o filme teve muito boa aceitação por parte dos críticos e tornou-se na película preferida do Festival Sundance de Cinema 97.
Irmão mais novo do escritor Daniel Waters, Mark Waters cresceu na cidade de South Bend, Indiana, no seio de uma família de classe média-baixa que se desfez quando os seus pais se divorciaram. Mais tarde, frequentou a Universidade da Pensilvânia em Pittsburgh. Após graduar-se em 1986, foi para San Francisco, trabalhar como actor e director de teatro. Aos poucos, foi deixando de lado as suas actividades como actor, passando a concentrar os seus esforços apenas nas tarefas de direcção. Primeiro em produções off-Broadway e a seguir em películas Super-8.
Decidiu então inscrever-se no curso de direcção do American Film Institute (AFI) e começou a aprender o seu ofício ao lado de Darren Aronofsky, Scott Silver e Todd Field. Graduou-se com o grau mestre em 1994. Dois anos após ter deixado o AFI, Mark Waters começou a película "A Casa do Sim", um drama obscuro sobre um argumento de Wendy MacLeod. No início, MacLeod não via com bons olhos a proposta da sua comédia negra ser reproduzida em filme. Mas Waters obteve do escritor a aprovação final a troco da sua participação nos direitos do filme. Focalizando a acção em torno da filha temperamental (Posey) de uma família disfuncional e obsessiva, Waters mergulhou no tópico do incesto, mantendo o seu humor irreverente e frequentemente hilariante. A Miramax pagou $2 milhões pelos direitos de distribuição, mas como era previsível, pelo menos para a película de Waters e MacLeod, não conseguiram captar o interesse do público suburbano da classe média. O sucesso foi razoável em grandes cidades como New York e San Francisco, mas isso não foi suficiente para cobrir os custos suportados pela Miramax.
Waters teve grandes ambições para sua realização seguinte, Head Over Heels (Cinco Evas e um Adão) (2001), uma comédia romântica com a participação de Monica Potter e Freddie Prinze, Jr.. No entanto, logo que as filmagens começaram, Mark Waters e o produtor Robert Simonds iniciaram uma disputa sobre o tipo de filme que deveria ser produzido. Nenhum aceitou ceder, impondo ao público um filme que ambos odiaram. Adicionalmente o filme foi apresentado após uma série de fracassos de Prinze, tendo por resultado um filme mal recebido pelo público e que redundou num fracasso de bilheteira. Entretanto, Waters foi despejado por estúdios e por companhias da produção em dirigir projectos que teve no desenvolvimento, encontrando-se rapidamente em o que se chamou do "cadeia filme". Waters, entretanto, retoma a sua carreira aceitando dirigir Warning: Parental Advisory (VH-1, 2002), uma comédia dramática que retrata as tentativas do governo norte americano para a classificação das letras da músicas.
A sorte de Mark Waters regressou ao seu melhor com sua película seguinte, Freaky Friday (2003), um remake da película de 1975 sobre uma mãe e a filha que comutam misteriosamente os corpos, forçando cada uma a viver a vida da outra. Inicialmente, Waters mostrou-se pouco entusiasmado por este projeto, e participava nas reuniões respectivas com uma atitude fatalista. Após ter apontado inúmeros problemas com o contracto, explicou aos produtores porque não o deviam empregar. Para sua surpresa, os produtores ficaram entusiasmados com esta sua tomada de posição e empregaram-no. Freaky Friday, com Jamie Lee Curtis e Lindsay Lohan transformou-se num daqueles raros remakes que combinam a qualidade com o respeito pelo original. Acumulou também US$ 110 milhões em receitas de vendas para o mercado doméstico.
Waters teve finalmente uma derrocada. Com a inevitável confiança que uma película bem sucedida proporciona, Mark Waters entrou no seu projecto seguinte, Mean Girls (2004), com mais entusiasmo. Baseado no livro "Queen Bees and Wannabes" de Rosalind Wiseman, Mean Girls foca uma teenager naïve (Lohan outra vez) que se transfere para uma escola de uma pequena cidade nos subúrbios de Chicago após ter sido criada em África por seus pais zoólogos.
Para seu projeto seguinte, Waters deixou para atrás o mundo das meninas adolescentes e apostou em Just Like Heaven (2005), uma comédia romântica sobrenatural entre um homem (Mark Ruffalo) e uma ocupante não convidada (Reese Witherspoon) que aparece misteriosamente no seu apartamento. Uma vez que a película dificilmente poderia ser entendida como uma comédia, Waters empregou um estilo de romance envolvente, suportado pelos encantos dos actores carismáticos empregados.
Em 2000, Waters casou com a actriz Dina Spybey, que mudou o seu nome profissional para reflectir a união. Os dois colaboraram em diversos projectos, incluindo "Warning Parental: Advisory" e as produções Freaky Friday (2003) e Just Like Heaven (2005), em que a actriz obteve um dos seus melhores desempenhos contracenando com Reese Witherspoon e Mark Ruffalo.

## Filmes
- Vampire Academy (2014)
- Ghosts of Girlfriends Past (2009)
- The Spiderwick Chronicles (2008)
- Henry's List of Wrongs (2006)
- Just Like Heaven (2005)
- Mean Girls (2004)
- Freaky Friday (2003)
- Warning: Parental Advisory (2002)
- Head Over Heels (2001)
- The House of Yes (1997)